# Heteracris vitticeps
Heteracris vitticeps är en insektsart som först beskrevs av Jean Guillaume Audinet Serville 1838.  Heteracris vitticeps ingår i släktet Heteracris och familjen gräshoppor. Inga underarter finns listade i Catalogue of Life.